# 野々村久次郎
野々村 久次郎（ののむら きゅうじろう、1846年12月12日（弘化3年5月30日） - 1925年（大正14年）11月4日）は、明治から大正時代の政治家。銀行家。貴族院多額納税者議員。

## 経歴
美濃国方県郡、のちの岐阜県本巣郡西郷村（現岐阜市）出身。野々村佐太郎の子として生まれ、のち叔父佐兵衛の養子となり1887年（明治20年）4月、家督を相続する。
1879年（明治12年）以降、下西郷村戸長、同衛生委員、本巣郡会議員のほか、第九十五国立銀行取締役、野々村銀行頭取を歴任した。
1918年（大正7年）9月には岐阜県多額納税者として貴族院議員に互選され、同年9月29日から1921年（大正10年）7月6日まで務めた。

## 親族
- 叔父：野々村佐兵衛
- 父：野々村佐太郎
- 妻：
  - 長男：野々村佐一郎（岐阜商工会議所会頭）[5]
  - 二男：
  - 長女：だい (田中善兵衛 妻)
  - 二女：愛 (長尾元太郎 妻)
- 後妻：たか (糟谷縫右衛門 姉)
  - 三男：野々村東一郎
  - 三女：みし(田島道治 夫)
  - 四男：野々村堅一郎
  - 五男：野々村隆一郎
  - 庶子：野々村眞太郎 (母 伊藤はる)
- 義弟：糟谷縫右衛門（妻たか弟、実業家）[1]
- 娘婿：長尾元太郎（二女愛夫、衆議院議員、貴族院多額納税者議員）[1]
- 娘婿：田島道治（三女みし夫、実業家、銀行家）[1]